# Francisco do PT
Francisco Assis De Medeiros, mais conhecido como Francisco do PT, (Parelhas, 18 de janeiro de 1969) é um geógrafo, professor e político brasileiro filiado ao Partido dos Trabalhadores (PT).

## Biografia
Francisco nasceu no interior do estado do Rio Grande do Norte, no município de Parelhas em 18 de janeiro de 1969. Começou a sua militância em grupos católicos, após isso formou-se em Geografia e filiou-se ao Sindicato dos Trabalhadores em Educação Pública do Rio Grande do Norte.
No ano de 1990, filiou-se ao Partido dos Trabalhadores (PT). Em 2000, foi eleito vereador em Parelhas com 515 votos. Em 2004, foi reeleito para o cargo com 830 votos.
No ano de 2008, foi eleito prefeito no município de Parelhas numa coligação com o PT, Partido do Movimento Democrático Brasileiro (PMDB) e Partido da Social Democracia Brasileira (PSDB) fazendo 6.525 votos. Em 2012, foi reeleito para o cargo com 7.196 votos.
Entre os anos de 2017 e 2018, trabalhou como Chefe de Gabinete no município de Currais Novos, com o também petista, Odon Júnior.
No ano de 2018, foi eleito para o cargo de deputado estadual do Rio Grande do Norte com 23.448 votos. Em 2022, foi reeleito ao cargo após receber 50.499 votos.

### Desempenho eleitoral
| Ano  | Cargo                                    | Votos  | Resultado | Ref.   |
| ---- | ---------------------------------------- | ------ | --------- | ------ |
| 2000 | Vereador de Parelhas                     | 515    | Eleito    | [ 4 ]  |
| 2004 | Vereador de Parelhas                     | 830    | Eleito    | [ 5 ]  |
| 2008 | Prefeito de Parelhas                     | 6.525  | Eleito    | [ 6 ]  |
| 2012 | Prefeito de Parelhas                     | 7.196  | Eleito    | [ 7 ]  |
| 2018 | Deputado estadual do Rio Grande do Norte | 23.448 | Eleito    | [ 11 ] |
| 2022 | Deputado estadual do Rio Grande do Norte | 50.499 | Eleito    | [ 12 ] |